# Marcelo Costa de Andrade
Marcelo Costa de Andrade (* 2. ledna 1967, Rio de Janeiro, Brazílie) je brazilský sériový vrah. Vyrůstal v chudinské čtvrti Rocinha Slum v brazilském městě Rio de Janeiru. Často býval od nevlastního otce fyzicky trestán a ve svých deseti letech byl sexuálně zneužit. Když mu bylo čtrnáct let, začal se živit prostitucí a v šestnácti letech začal žít se starším homosexuálním mužem, s nímž žil až do svých dvaceti tří let. Poté se vrátil ke své matce, našel si práci a několikrát týdně chodil do kostela. V roce 1991 začal páchat trestnou činnost, vraždou. Znásilnil a zabil čtrnáct chlapců ve věku 6 až 13 let. Jednomu z nich měl odříznout hlavu a ve dvou případech prý pil krev svých obětí. Vybral si nejkrásnější chlapce, prý aby od nich získal jejich krásu. Žádnou vinu přitom vrah necítil. Byl odsouzen na doživotí.